# Congresso geografico italiano
Il Congresso geografico italiano è una riunione di accademici (ma anche di aziende) a livello italiano che si svolge ogni tre-quattro anni dal 1892 ad oggi. In essa sono discussi argomenti di geografia, intesa nel senso più ampio possibile.
Il primo Congresso geografico italiano fu organizzato a Genova, in coincidenza con la celebrazione del Quattrocentenario della Scoperta dell'America: la scelta della città derivava dall'intento di celebrare con essa il navigatore Cristoforo Colombo, nonostante le molte polemiche sulla sua origine e nazionalità. 
Tra gli organizzatori, occorre ricordare il marchese Giacomo Doria, che fino al 1891 era stato sindaco di Genova, e che dal 1891 al 1900 fu presidente della Società geografica italiana.
La ciclicità del congresso fu interrotta dalla prima guerra mondiale; riprese durante il fascismo, anche per il favore con cui il regime guardava a determinati settori di ricerca (ad esempio la geografia coloniale, le bonifiche, l'industrializzazione), ma si interruppe nuovamente con la seconda guerra mondiale. Alcuni geografi tra i più noti, come Roberto Almagià, vennero allontanati dall'insegnamento universitario perché di origine ebraica dopo il 1938; per questo motivo, il Congresso di Bologna del 1947 fu caratterizzato da un clima all'insegna dell'heri dicebamus.

## Elenco dei congressi geografici italiani
| numero | anno | Città          | argomento                                                                |  |
| ------ | ---- | -------------- | ------------------------------------------------------------------------ |  |
| I      | 1892 | Genova         |                                                                          |  |
| II     | 1895 | Roma           |                                                                          |  |
| III    | 1898 | Firenze        |                                                                          |  |
| IV     | 1902 | Milano         |                                                                          |  |
| V      | 1904 | Napoli         |                                                                          |  |
| VI     | 1907 | Venezia        |                                                                          |  |
| VII    | 1910 | Palermo        |                                                                          |  |
| VIII   | 1921 | Firenze        |                                                                          |  |
| IX     | 1924 | Genova         | Partizione delle Alpi                                                    |  |
| X      | 1927 | Milano         |                                                                          |  |
| XI     | 1930 | Napoli         |                                                                          |  |
| XII    | 1934 | Cagliari       |                                                                          |  |
| XIII   | 1937 | Friuli         |                                                                          |  |
| XIV    | 1947 | Bologna        |                                                                          |  |
| XV     | 1950 | Torino         |                                                                          |  |
| XVI    | 1954 | Padova-Venezia |                                                                          |  |
| XVII   | 1957 | Bari           |                                                                          |  |
| XVIII  | 1961 | Trieste        |                                                                          |  |
| XIX    | 1964 | Como           |                                                                          |  |
| XX     | 1967 | Roma           |                                                                          |  |
| XXI    | 1971 | Verbania       |                                                                          |  |
| XXII   | 1975 | Salerno        |                                                                          |  |
| XXIII  | 1983 | Catania        |                                                                          |  |
| XXIV   | 1986 | Torino         | La Geografia per un mondo in transizione                                 |  |
| XXV    | 1989 | Taormina       | L'Italia che cambia. Il contributo della Geografia                       |  |
| XXVI   | 1992 | Genova         | Genova, Colombo, il mare e l'emigrazione italiana nelle Americhe         |  |
| XXVII  | 1996 | Trieste        | La Geografia delle sfide e dei cambiamenti                               |  |
| XXVIII | 2000 | Roma           | Vecchi territori, nuovi mondi: la Geografia nelle emergenze del 2000     |  |
| XXIX   | 2004 | Palermo        | Geografia: dialogo tra generazioni                                       |  |
| XXX    | 2008 | Firenze        | Il futuro della Geografia: ambiente, culture, economie                   |  |
| XXXI   | 2012 | Milano         | Scomposizione e ricomposizione territoriale della città contemporanea    |  |
| XXXII  | 2017 | Roma           | L’apporto della geografia tra rivoluzione e riforme                      |  |
| XXXIII | 2021 | Padova         | Geografie in movimento                                                   |  |
| XXXIV  | 2025 | Torino         | Era urbana e disordine del mondo. Geografie per interpretare il presente |  |